# New Hampton (Missouri)
Pour les articles homonymes, voir New Hampton.
New Hampton est une ville des États-Unis située dans l'État du Missouri (Comté de Harrison). 